# Хотяново (Пензенская область)
Хотя́ново — село Сокольского сельсовета Сердобского района Пензенской области.

## География
Село расположено в юго–западной части Сердобского района, на речке Камзолке (Рянзе). Расстояние до районного центра город Сердобск — 20 км, до административного центра сельсовета села Соколка — 13 км (по автомобильным дорогам).

## История
По исследованиям историка — краеведа Полубоярова М. С., село основано помещиками в 1747—1762 годах, сюда же переселены и монастырские крестьяне. На плане Генерального межевания 1790 года показана как деревня Хотяиновка, Козмолка тож Сердобского уезда Саратовской губернии. В 1795 году — сельцо Хотяиновка, майора Ивана Ивановича Хотяинцева и других владельцев, 77 дворов, ревизских душ — 341. В первой половине XIX века, из-за перенаселённости, часть крестьян была выселена в село Александро-Колдобаш Сокольской волости Сердобского уезда (село ныне не существует). До отмены крепостного права сельцо принадлежало помещикам Н. Астапову, Н. Хотяинцеву, Астаповой, И. Хотяинцеву, Б. Ягн. В 1859 году — владельческое сельцо Хотяиновка, при речке Камзолке, 56 дворов, число жителей — 573, из них 283 — мужского пола, 290 — женского. В 1911 году — сельцо Хотяиновка, имелась церковно-приходская школа, 99 дворов, число душ — 791, из них мужского пола — 391, женского — 400; площадь посева у крестьян — 650 десятин, из них на надельной земле — 345 десятин, на купленной — 110 десятин, на арендованной — 195 десятин; имелось 25 железных плугов, 1 сеялка, 1 молотилка, 7 веялок. В марте 1921 года в селе находилась банда Антонова, бандитами убит сотрудник уездной комиссии по борьбе с дезертирством Алексей Иванов. До 12 ноября 1923 года Хотяново (Хотяиновка) входило в состав Сокольской волости, затем — в Сердобской волости Сердобского уезда Саратовской губернии, центр Хотяновского (Хотяиновского) сельсовета. В 1928 году — центр Хотяновского (Хотяиновского) сельсовета Сердобского района Балашовского округа Нижне-Волжского края (с 30 июля 1930 года Балашовский округ упразднён, район вошёл в Нижне-Волжский край). С 1934 года — село Хотяново Сердобского района Саратовского края, а с 1936 года — Саратовской области. С 4 февраля 1939 года село Хотяново, центр Хотяновского сельсовета Сердобского района, вошло во вновь образованную Пензенскую область. В 1955 году село Хотяново в составе Карповского сельсовета Сердобского района Пензенской области, центральная усадьба колхоза «XVI партсъезд». До 2010 года село Хотяново — в составе Карповского сельсовета, 22 декабря 2010 сельсовет упразднён, село вошло в Сокольский сельсовет.

## Население
| 1795 | 1859 | 1877 | 1897 | 1911 | 1926 | 1928 |
| ---- | ---- | ---- | ---- | ---- | ---- | ---- |
| 1014 | ↘573 | ↗575 | ↗703 | ↗791 | ↗881 | ↗939 |
| 1939 | 1959 | 1979 | 1989 | 1996 | 2002 | 2010 |
| ↘313 | ↗329 | ↘151 | ↘81  | ↘52  | ↘45  | ↘24  |

## Инфраструктура
В селе Хотяново имеется центральное водоснабжение, сетевой газ отсутствует. До села от асфальтированной трассы регионального значения «Тамбов-Пенза-Колышлей-Сердобск-Беково» проложена автодорога длиной 3,6 км (из них асфальтобетон — 2,6 км).

## Улицы
- Луговая;
- Садовая.